# Anne Emery-Torracinta

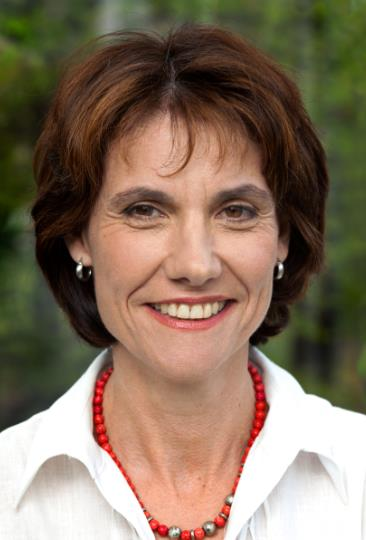
Anne Emery-Torracinta im Jahr 2012

Anne Emery-Torracinta (geboren am 17. Oktober 1958 in Genf) ist eine Schweizer Lehrerin und Politikerin (SP). Sie war von 2013 bis 2023 Bildungsdirektorin in der Regierung des Kantons Genf.

## Werdegang
Anne Emery-Torracinta ist die Tochter des Schweizer Journalisten Claude Torracinta und der Politikerin Claire Torracinta-Pache, die unter anderem einen Essay über Frauen in der Schweizer Politik publiziert hatte. Nach dem Besuch von Schulen in Genf und in Paris zu der Zeit, als ihr Vater dort Korrespondent für die Zeitung Tribune de Genève war, studierte sie an der Universität Genf Wirtschafts- und Sozialgeschichte. 1978 wurde sie Lehrerin für Kunstgeschichte an einer Handelsschule in Genf. 2005 erhielt sie ein Zertifikat für die Führung sozialer Institutionen. Seit 1981 ist sie verheiratet mit Pascal Emery.
1984 trat sie der Sozialdemokratischen Partei der Schweiz bei, für die sie 2005 in den Grossen Rat des Kantons Genf gewählt wurde. Von 2008 bis 2010 war sie Fraktionschefin der SP-Fraktion. 2009 lancierte sie die Volksinitiative Pour des allocations familiales dignes de ce nom!, die vom Grossen Rat 2011 angenommen wurde.
Am 10. November 2013 wurde Anne Emery-Torracinta zur Staatsrätin des Kantons Genf gewählt. Am 10. Dezember 2013 trat sie das Amt als Nachfolgerin von Charles Beer an und übernahm in der Regierung die Leitung des Bildungsdepartements des Kantons Genf. Bei den Wahlen 2018 wurde sie wieder als Staatsrätin gewählt. Von Oktober 2020 bis Mai 2021 war sie die Präsidentin der Kantonsregierung.